# Bibliographie sur l'exégèse du Nouveau Testament

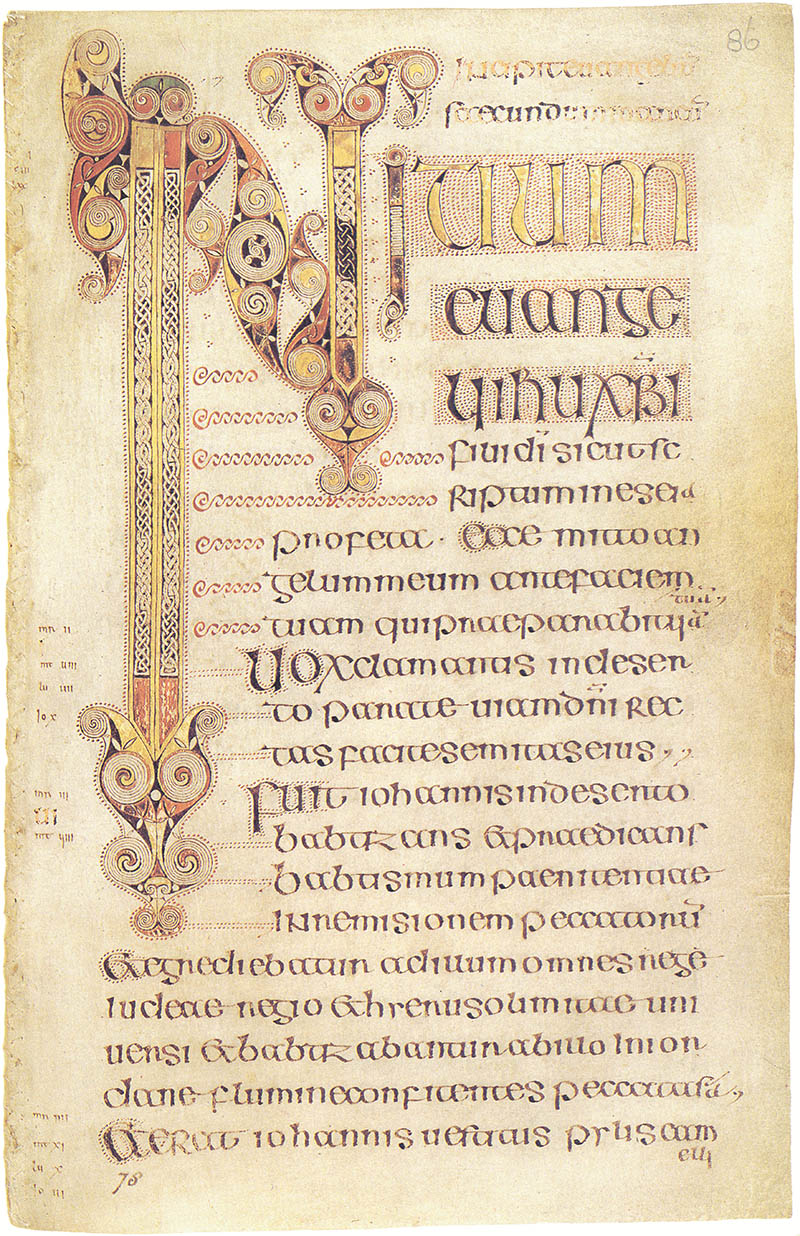
Incipit de l'Évangile selon Marc, Livre de Durrow, VII, Trinity College (Dublin).

Cette bibliographie recense les principaux travaux d'exégèse du Nouveau Testament depuis les années 1980. Les ouvrages figurant dans cette liste sont représentatifs de l'état de la recherche.

## Ouvrages généraux

### Ouvrages d'introduction
- (en) David E. Aune (éd.), The Blackwell Companion to The New Testament, Blackwell Publishing, 2010 (ISBN 978-1-4051-0825-6)
- Raymond E. Brown, Que sait-on du Nouveau Testament ?, éditions Bayard, 2011  (ISBN 978-2-227-48252-4)
- Hans Conzelmann et Andreas Lindemann, Guide pour l'étude du Nouveau Testament, Labor et Fides, 1999  (ISBN 2-8309-0943-7)
- Camille Focant et Daniel Marguerat (dir.), Le Nouveau Testament commenté, Bayard/Labor et Fides, 2012, 4e éd.  (ISBN 978-2-227-48708-6)
- Daniel Marguerat (dir.), Introduction au Nouveau Testament : Son histoire, son écriture, sa théologie, Labor et Fides, 2008  (ISBN 978-2-8309-1289-0)
- Michel Quesnel (dir.) et Philippe Gruson (dir.), La Bible et sa culture, vol. 1 et 2, Desclée de Brouwer, 2011 (1re éd. 1998) (ISBN 978-2-220-06277-8)

### Généralités
- ACFEB, Les Nouvelles Voies de l'exégèse, éd du Cerf, coll. « Lectio Divina », 2002, 384 p.
- Kurt Aland et Barbara Aland, The Text of the New Testament : An Introduction to the Critical Editions and to the Theory and Practice of Modern Textual Criticism, Wm. B. Eerdmans Publishing Co, 1995
- Jean-Noël Aletti,  Maurice Gilbert,  Jean Louis Ska,  Sylvie de Vulpillières,  Vocabulaire raisonné de l’exégèse biblique. Les mots, les approches, les auteurs, éditions du Cerf, 2005
- Paul Beauchamp, Parler d'Écritures saintes, éditions du Seuil, 1987
- Paul Beauchamp, Le Récit, la Lettre et le Corps, Cerf, 1992  (ISBN 2204046620)
- Raymond E. Brown, Croire en la Bible à l'heure de l'exégèse, Cerf, 2002
- Raymond E. Brown, 101 Questions sur la Bible, Lexio/Cerf, 1993 et 2004  (ISBN 978-2-204-11305-2)
- Pierre Gibert et Christoph Theobald (éd.), Le Cas Jésus-Christ. Exégètes, historiens et théologiens en confrontation, Bayard, 2002
- François Laplanche, La Crise de l'origine. La science catholique des Évangiles et l'histoire au XXe siècle, Albin Michel,  2006
- François Vouga, Une théologie du Nouveau Testament, préf. André Gounelle, Labor et Fides, 2001

## Évangiles synoptiques

### Problème synoptique
- Frédéric Amsler, L'Évangile inconnu : la source des paroles de Jésus (Q), Labor et Fides, 2006
- Andreas Dettwiler, Daniel Marguerat, La Source des paroles de Jésus (Q) : aux origines du christianisme, Labor et Fides, 2008
- Jacques Dupont, Études sur les évangiles synoptiques, Leuven University Press, 1985
- Christopher Tuckett, Q and the History of Early Christianity, Edinburgh, Clark, 1996

### Les synoptiques
Marc
- Élian Cuvillier, L'Évangile de Marc. Traduction et lecture, Bayard/Labor et Fides, 2002
- (en)James G. Crossley, The date of Mark’s Gospel: insight from the law in earliest Christianity, London ; New York, T & T Clark International, 2004, 245 p.
- Camille Focant, L'Évangile selon Marc, éditions du Cerf, 2004  (ISBN 978-2-204-07407-0)
- (en) William L. Lane, The Gospel of Mark, Wm. B. Eerdmans Publishing, coll. « The New International Commentary on New Testament », 1974 (ISBN 978-0-8028-2502-5, lire en ligne)
- Roland Meynet, L'Évangile de Marc, Gabalda, 2014
- Benoît Standaert, L'Évangile selon Marc, Cerf, 1997
- Étienne Trocmé, L'Évangile selon saint Marc, Labor et Fides, 2000  (ISBN 2-8309-0972-0)

Matthieu
- (en) Richard T. France, The Gospel of Matthew, Wm. B. Eerdmans Publishing, coll. « The New International Commentary on New Testament », 2007 (ISBN 978-0-8028-2501-8, lire en ligne)
- Daniel Marguerat, Jésus et Matthieu : À la recherche du Jésus de l'histoire, Labor et Fides/Bayard, 2016  (ISBN 978-2-8309-1589-1)
- Michel Quesnel, Jésus-Christ selon saint Matthieu, Desclée, coll. « Jésus et Jésus Christ » (no 47), 2011 (ISBN 978-2-7189-0793-2, lire en ligne)
- Eduard Schweizer, Das Evangelium nach Matthäus. Übersetzt und erklärt, Göttingen, 1986  (ISBN 3-525-51306-2)

Luc
- François Bovon, L'Œuvre de Luc, Cerf, 1987
- François Bovon, Luc le théologien, Labor et Fides, 2006
- Hans Conzelmann, Die Mitte der Zeit : Studien zur Theologie des Lukas, Tübingen, 1993
- Joseph Fitzmyer, The Gospel according to Luke I-IX, The Anchor Bible, 1981
- Joseph Fitzmyer, The Gospel according to Luke X-XXIV, The Anchor Bible 1981
- (en) Joel B. Green, The Gospel of Luke, Wm. B. Eerdmans Publishing, coll. « The New International Commentary on New Testament », 1997 (ISBN 978-0-8028-2315-1, lire en ligne)
- Daniel Marguerat, L'Historien de Dieu : Luc et les Actes des apôtres, Bayard/Labor et Fides, 2018  (ISBN 978-2-8309-1661-4)
- Roland Meynet, L'Évangile de Luc, coll. « Rhétorique sémitique 1 », Lethielleux, Paris, 2005  (ISBN 2-283-61239-X)

## Autres textes du Nouveau Testament

### Actes
- Jacques Dupont, Nouvelles études sur les Actes des Apôtres, Cerf, 1984
- Daniel Marguerat, Les Actes des apôtres (1-12) et (13-28), Labor et Fides, 2007 et 2015

### Littérature paulinienne
- Marie-Françoise Baslez, Saint Paul, Pluriel/Fayard, 2008  (ISBN 978-2-8185-0263-1)
- Andreas Dettwiler, Jean-Daniel Kaestli et Daniel Marguerat (dir.), Paul, une théologie en construction, Labor et Fides, 2004
- Simon Légasse, Paul apôtre, Cerf, 2000  (ISBN 2-204-06360-6)

### Littérature johannique
- Raymond E. Brown, La Communauté du disciple bien-aimé, Cerf, 1983
- (en) J. Ramsey Michaels, The Gospel of John, Wm. B. Eerdmans Publishing, coll. « The New International Commentary on New Testament », 2010 (ISBN 978-1-4674-2330-4, lire en ligne)
- (en) Robert H. Mounce, The Book of Revelation, Wm. B. Eerdmans Publishing, coll. « The New International Commentary on New Testament », 1998 (ISBN 978-0-8028-2537-7, lire en ligne)
- Jean-Pierre Prévost, L'Apocalypse, Bayard, 1995 (ISBN 2-227-366-08-7)
- Jean Zumstein, L'Évangile selon saint Jean, Labor et Fides, 2007

### Dernières épîtres
- Albert Vanhoye, Édouard Cothenet et Michèle Morgen, Les Dernières Épîtres : Hébreux, Jacques, Pierre, Jean, Jude, Bayard, 1997

## Exégèse rhétorique et philosophique

### Analyse rhétorique
- Roland Meynet, préf. Paul Beauchamp, L'Analyse rhétorique : Une nouvelle méthode pour comprendre la Bible, textes fondateurs et exposé systématique, Cerf, 1989
- Roland Meynet, Lire la Bible, Champs/Flammarion, 1996  (ISBN 2-08-080076-0)

### Approche philosophique
- Xavier Tilliette, Les philosophes lisent la Bible, Cerf, 2001  (ISBN 2-204-06705-9)

## Études historiques
- Marie-Françoise Baslez, Jésus : Dictionnaire historique des évangiles, Omnibus, 2017  (ISBN 978-2-258-13631-1)
- Andreas Dettwiler (éd.), Daniel Marguerat, Gerd Theissen, Jean Zumstein et al., Jésus de Nazareth : Études contemporaines, Labor et Fides, 2017  (ISBN 978-2-8309-1642-3)
- Bart D. Ehrman, La Construction de Jésus : Aux sources de la tradition chrétienne, H&O, 2010  (ISBN 9782845472174)
- Bart D. Ehrman, Jésus avant les Évangiles : Comment les premiers chrétiens se sont rappelé, ont transformé et inventé leurs histoires du Sauveur, Bayard, 2017  (ISBN 978-2-227-48913-4)
- Richard Bauckham, Jesus and the Eyewitnesses: The Gospel As Eyewitness Testimony (Eerdmans, 2006)
- Paula Fredriksen, De Jésus aux Christs : Les origines des représentations de Jésus dans le Nouveau Testament, Cerf, 1992
- Helmut Koester et François Bovon, Genèse de l'écriture chrétienne, Turnhout, Brepols, 1991
- Daniel Marguerat, Jésus et Matthieu : À la recherche du Jésus de l'histoire, Labor et Fides, 2016, 312 p. (ISBN 978-2-8309-1589-1)
- Daniel Marguerat, L'Historien de Dieu : Luc et les Actes des apôtres, Montrouge/Genève, Labor et Fides, 2018, 443 p. (ISBN 978-2-227-49384-1 et 2227493844)
- Daniel Marguerat, Vie et destin de Jésus de Nazareth, Seuil, 2019, 405 p.  (ISBN 9782021280340)
- John Paul Meier, Un certain Juif : Jésus. Les données de l'histoire, éditions du Cerf :
  - vol. 1, Les sources, les origines, les dates, 2004  (ISBN 9782204070362) ;
  - vol. 2, La parole et les gestes, 2005 ;
  - vol. 3, Attachements, affrontements, ruptures, 2005 ;
  - vol. 4, La loi et l'amour, 2009 ;
  - vol. 5, Enquête sur l'authenticité des paraboles, 2018
- Bruce M. Metzger, Bart D. Ehrman, The Text of the New Testament : Its Transmission, Corruption and Restoration, Oxford University Press, 2005
- Enrico Norelli, Gabriella Aragione et Éric Junod, Le Canon du Nouveau Testament : regards nouveaux sur  l'histoire de sa formation, Labor et Fides, 2005
- Michel Quesnel, L'Histoire des évangiles, Cerf, 2009
- Gerd Theissen et Dagmar Winter, The Quest for the Plausible Jesus : The Question of Criteria, Westminster John Knox Press, 2002  (ISBN 0664225373)
- Geza Vermes, Enquête sur l'identité de Jésus : Nouvelles interprétations, Bayard, 2003  (ISBN 2-227-47040-2)

## Ressources complémentaires

### Documentaires
- Gérard Mordillat et Jérôme Prieur, Corpus Christi, 1997 ; Corpus Christi, Mille et une nuits, 2000 (transcription des interviews de la série télévisée)
- Gérard Mordillat et Jérôme Prieur, L'Origine du christianisme, 2003
- Gérard Mordillat et Jérôme Prieur, L'Apocalypse, 2008

### Articles en ligne
- Frédéric Amsler, « Sur les traces de la Source des paroles de Jésus (Document Q) : Une entrée dans le judéo-christianisme des trois premiers siècles », Évangile et Liberté, 2004
- Raymond E. Brown, La Mort du Messie. De Gethsémani au tombeau. Un commentaire de la Passion dans les quatre évangiles
- André Gounelle, « Où trouver la vérité d'un texte biblique ? », Évangile et Liberté, 2001
- André Gounelle, « Herméneutique »
- Pierre de Martin de Viviés, Introbible : Une introduction à la Bible
- Roland Meynet, « L'analyse rhétorique, une nouvelle méthode pour comprendre la Bible »[PDF], 2008
- Christopher Tuckett, « The Current State of the Synoptic Problem », colloque d'Oxford, 2008